# Justo Iturralde
Justo José Iturralde Becerra (20 de diciembre de 1905-27 de octubre de 1981) fue un jinete argentino que compitió en la modalidad de doma. Ganó dos medallas en los Juegos Panamericanos de 1951, plata en la prueba por equipos y bronce en individual.

## Palmarés internacional
| Juegos Panamericanos | Juegos Panamericanos     | Juegos Panamericanos | Juegos Panamericanos |
| Año                  | Lugar                    | Medalla              | Categoría            |
| -------------------- | ------------------------ | -------------------- | -------------------- |
| 1951                 | Buenos Aires (Argentina) | Medalla de plata     | Por equipos          |
| 1951                 | Buenos Aires (Argentina) | Medalla de bronce    | Individual           |